# Sint-Elisabeth-orde
De Sint-Elisabeth-Orde (Duits: Sankt Elisabethorden) werd op 18 oktober 1766 door keurvorstin Elisabeth Maria Aloysia Auguste van Sülzbach (1721-1794) ingesteld als een liefdadige damesorde. Zij verkreeg hiervoor de goedkeuring van haar echtgenoot keurvorst Karel Theodoor van Beieren en paus Clemens XIII.
De Orde is een van de historische Orden van Beieren.
De Orde was aan de heilige Elisabeth van Thüringen gewijd en liet alleen katholieke dames van zogenaamde "stifsadel", dat wil zeggen dames die hun afstamming van 16 adellijke bet-overgrootouders konden aantonen, als leden toe.

De Orde bestond in de 18e en 19e eeuw behalve uit een onbeperkt aantal vorstelijke dames, de grootmeesteres van het Huis van de Beierse Keurvorstin en de hofdames uit niet meer dan zes gehuwde of weduwe geworden dames.
Het juweel van de Orde is een gouden wit geëmailleerd "leopoldskruis" met uitlopende armen. Op het kruis is een medaillon met een afbeelding van de Heilige Elisabeth die aalmoezen uitdeelt aangebracht. Boven het kruis is als verhoging een keurvorstelijke kroon aangebracht.
Het juweel wordt op de linkerborst aan een als strik opgemaakt helblauw lint met helderrode strepen gedragen.
In 1873 keurde koning Lodewijk II van Beieren nieuwe statuten goed waarin de eisen aan de dames van de Orde iets minder streng werden geformuleerd. Zij moesten nu acht adellijke overgrootouders aantonen die ieder uit een geslacht dat al 300 jaar tot de adel behoorde moesten stammen.

De Beierse dames moesten 500 gulden in de kas van de Orde storten.Dames uit het buitenland werd 1000 gulden gevraagd.
De val van de Beierse monarchie in november 1918 heeft de Orde niet geraakt. In de ogen van de Wittelsbachers is de Orde een Huisorde en verbonden aan het hoofd van het Huis Wittelsbach zodat de Beierse republiek geen zeggenschap over de Orde had of heeft.
Ook nu nog wordt de Orde door de chef van het Huis Wittelsbach, Franz Hertog van Beieren, verleend. Behalve de Beierse prinsessen is ook een aantal katholieke adellijke dames uit Zuid-Duitsland in de Orde opgenomen.